# Sphaerophoria flavescentis
Sphaerophoria flavescentis är en tvåvingeart som beskrevs av Huo, Ren och Zheng 2007. Sphaerophoria flavescentis ingår i släktet sländblomflugor, och familjen blomflugor. Inga underarter finns listade i Catalogue of Life.